# Шеменермучаш
Шемене́рмуча́ш (рос. Шеменермучаш, марій. Шемэҥермучаш) — присілок у складі Параньгинського району Марій Ел, Росія. Входить до складу Ільпанурського сільського поселення.

## Населення
Населення — 100 осіб (2010; 97 у 2002).
Національний склад (станом на 2002 рік):
- марі — 98 %